# 145번가역 (IND 노선)
145번가(영어: 145th Street)역은 뉴욕 지하철 IND 8번로선 및 IND 콩코스선의 2층 급행역으로, 145번가와 니콜라스 애비뉴와 맨해튼의 해밀턴 하이츠의 교차로에 위치해 있다. 전시간 A, D 열차는 전시간에, C 열차는 심야를 제외한 전시간에, B 열차는 평일에 운행한다.

## 역사
이 역은 1932년 9월 10일에 시에서 운영하는 인디펜던트 서브웨이 시스템(IND)의 초기 구간인 챔버스 스트리트와 207번가 사이의 8번로선의 일부로 개업하였다. 이때 IND 콘코스선이 아직 공사 중이었기 때문에 역의 상층부만 개장되었다. 1933년 7월 1일 IND 콩코스선이 개통되면서 하층부도 개장하였다.
이 역은 2010-2014 MTA 캐피털 프로그램의 일환으로 2017년부터 보수 공사를 진행 중이다. 이는 2015년에 수행된 MTA 연구에 따르면 구성 요소의 45%가 오래된 것으로 나타났다.

## 역 구조
| G                  | 거리층              | 출구 |
| B1                 | 대합실              | 운임 구역, 역무실, 메트로카드 발매기 |
| B2 8번로선 승강장  | 북행 완행           | ← 168번가 방면 (155번가/세인트니콜라스) ← 심야 207번가 방면 (155번가/세인트니콜라스)                                                                              |
| B2 8번로선 승강장  | 섬식 승강장         | |
| B2 8번로선 승강장  | 북행 급행           | ← 207번가 방면 (168번가) |
| B2 8번로선 승강장  | 남행 급행           | → 파 락어웨이, 레퍼츠 블러바드 또는 락어웨이 파크 방면 (125번가) →                                                                                                |
| B2 8번로선 승강장  | 섬식 승강장         | |
| B2 8번로선 승강장  | 남행 완행           | → 유클리드 애비뉴 방면 (135번가) → → 심야 파 락어웨이 방면 (135번가) →                                                                                            |
| B3 콘코스선 승강장 | 북행 완행           | ← 혼잡시간 베드포드파크 블러바드 방면 (155번가/8번로) ← 205번가 방면 (155번가/8번로)                                                                              |
| B3 콘코스선 승강장 | 섬식 승강장         | |
| B3 콘코스선 승강장 | 혼잡구간 급행/ 회선 | ← 주간/저녁 시·종착 선로 ← 오후 혼잡시간 205번가 방면 (트리먼트 애비뉴) → 주간/저녁 브라이튼 비치 방면 (135번가) → → 오전 혼잡시간 코니 아일랜드 방면 (125번가) → |
| B3 콘코스선 승강장 | 섬식 승강장         | |
| B3 콘코스선 승강장 | 남행 완행           | → 혼잡시간 브라이튼 비치 방면 (135번가) → → 코니 아일랜드 방면 (125번가) →                                                                                        |

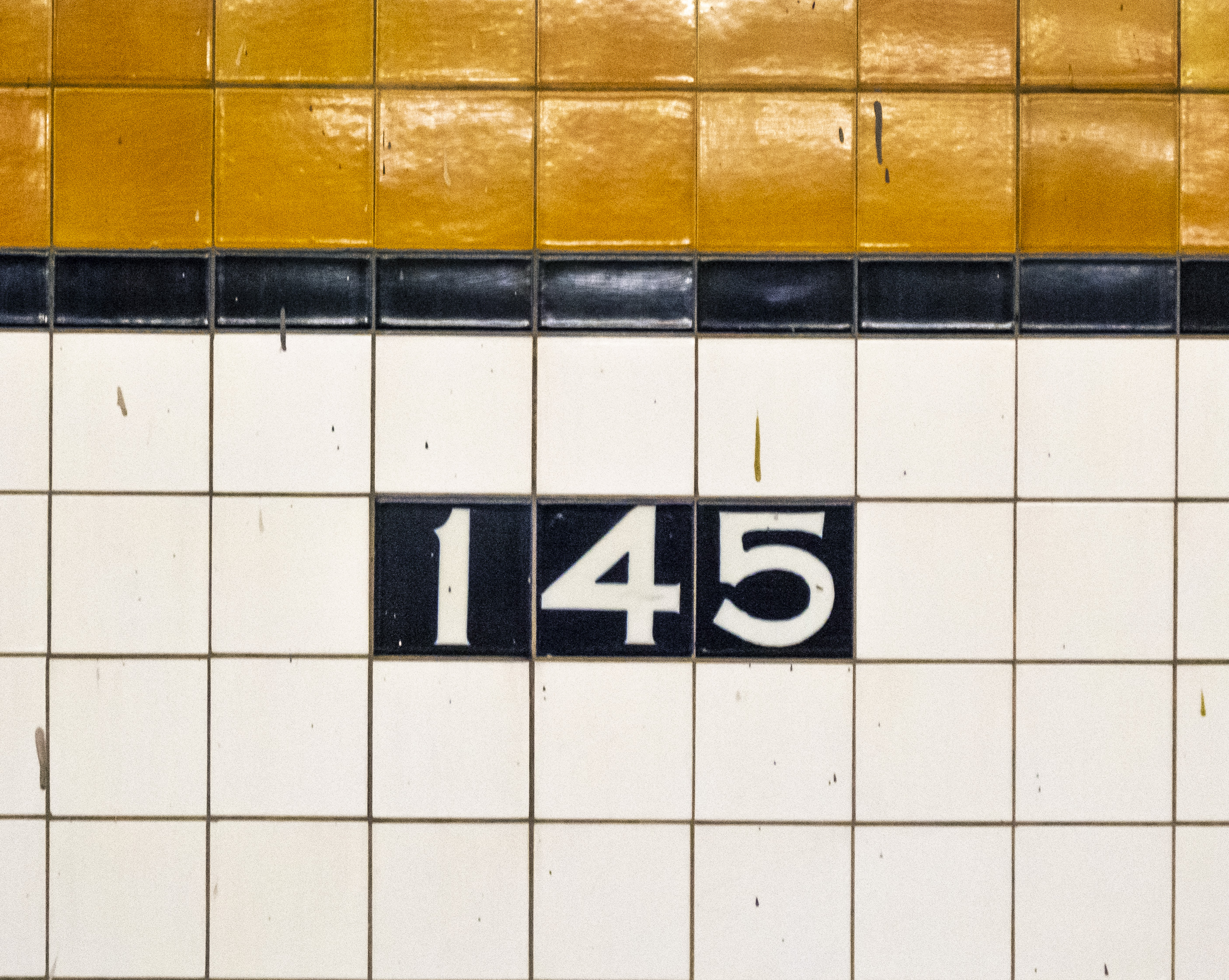
트림 라인 아래의 타일 캡션

상층부에는 4개의 선로와 2개의 섬식 승강장이 있다. 예전에는 대합실이 층의 나머지 부분의 전체에 걸쳤으나 지금은 중앙부를 경찰서로 사용하고 있다. 하층부에는 3개의 선로와 2개의 섬식 승강장이 있다. 여기서 북행 승강장은 다른 비슷한 크기의 승강장 3개보다 폭이 2배 넓고, 폭은 39피트이므로, 하층 3개 선로가 위 선로와 직결된다. 에스컬레이터는 상층부 승강장을 우회하여 이 층에서 대합실로 이어진다.
하층부의 중앙 선로는 낮시간과 초저녁에 브롱크스로 가지 않는 B 열차를 종료하는 데 사용된다. 출퇴근 시간에는 IND 콘코스선에서 혼잡 방향에서 급행 운행하는 D 열차가 이 선로를 사용한다. 이 선로는 심야나 주말에는 사용되지 않다.
역 바로 북쪽의 상층부에는 특정 목적을 위해 건설되지 않은 지하철 공사의 잔해인 상행 완행 선로  옆에 공간이 있다. 이 열려진 공간은 하층부의 선로가 IND 콘코스선로 내려가는 곳이다. 바닥에는 아래층을 볼 수 있는 구멍이 있다.
두 층 모두 선로 벽에 검은색 테두리가 있는 노란색의 트림 라인이 있다. 일반적으로 완행역을 위해 맞춘 2개의 하이 코스(high course)로 구성되었다. 검은색 글자의 "145"로 표시된 타일 캡션은 트림 라인 아래로 일정한 간격으로 표시된다. 노란색 I-빔 기둥은 모든 승강장을 따라 달리며, 흰색 문자에 검은색 배경 표준 역명판을 번갈아 표시한다.
이 역 남쪽에서 135번가역을 거쳐 125번가역 바로 북쪽에 있는 이 노선은 6개의 선로가 있다. 급행열차는 가장 안쪽의 선로를 사용하고, 완행 열차들은 가장 바깥쪽 선로를 사용한다. 이 노선의 이 구간은 스위치와 신호가 많아서 “Homeball Alley”이라는 별명을 가지고 있다.

### 출구
전시간 입구는 145번가(145th Street)에 있고 시간제 북쪽 출구는 147번가에 있다.:
계단 1개 : 세인트니콜라스 애비뉴 - 서145번가 사이 북서 모퉁이
계단 1개 : 세인트니콜라스 애비뉴 - 서145번가 사이 남서 모퉁이
계단 1개 : 세인트니콜라스 애비뉴 - 서145번가 사이 북동 모퉁이
계단 1개 : 세인트니콜라스 애비뉴 - 서145번가 사이 남동 모퉁이
계단 1개 : 세인트니콜라스 애비뉴 - 서147번가 및 서148번가 서쪽 건물 사이
계단 1개 : 세인트니콜라스 애비뉴 - 서147번가 및 서148번가 동쪽 부근
세인트니콜라스 애비뉴와 서146번가의 서쪽 모퉁이에 폐쇄된 출구가 있다.